# Колач (Західнопоморське воєводство)
Колач (пол. Kołacz) — село в Польщі, у гміні Полчин-Здруй Свідвинського повіту Західнопоморського воєводства.
Населення — 696 осіб (2011).

## Демографія
Демографічна структура станом на 31 березня 2011 року:
|          | Загалом | Допрацездатний вік | Працездатний вік | Постпрацездатний вік |
| -------- | ------- | ------------------ | ---------------- | -------------------- |
| Чоловіки | 354     | 80                 | 235              | 39                   |
| Жінки    | 342     | 67                 | 205              | 70                   |
| Разом    | 696     | 147                | 440              | 109                  |